# Ewa Strusińska
Ewa Anna Strusińska (ur. 19 lipca 1976 w Stalowej Woli) – polsko-brytyjska dyrygentka symfoniczno-operowa. Finalistka i laureatka prestiżowego Międzynarodowego Konkursu Dyrygenckiego im. Gustava Mahlera w Bambergu. Generalny dyrektor muzyczny Gerhart-Hauptmann-Theater Görlitz-Zittau oraz dyrektor muzyczny i dyrygent Neue Lausitzer Philharmonie. W latach 2013–2016 pierwszy dyrygent i kierownik muzyczny Orkiestry Symfonicznej Filharmonii Szczecińskiej, a wcześniej dyrygent asystent Teatru Wielkiego Opery Narodowej w Warszawie oraz dyrygent asystent Hallé Orchestra w Manchesterze.

## Życiorys
Urodzona w Stalowej Woli artystka ukończyła studia na Akademii Muzycznej im. Fryderyka Chopina, prowadząc koncert dyplomowy z Orkiestrą Filharmonii Narodowej w Warszawie. W tym samym roku wygrała konkurs na asystenta dyrygenta Filharmonii Częstochowskiej, a wkrótce potem na stanowisko Junior Fellow in Conducting w Royal Northern College of Music w Manchesterze – instytucji, z którą nieprzerwanie współpracuje od 2006 roku.
Od tego czasu Ewa Strusińska mieszkała w Wielkiej Brytanii, gdzie w latach 2008-2010 pracowała pod kierownictwem Marka Eldera w charakterze dyrygenta asystenta The Hallé – najstarszej profesjonalnej orkiestry w tym kraju. Takie stanowisko objęła jako pierwsza kobieta w historii Zjednoczonego Królestwa, co zostało wówczas szeroko odnotowane przez polskie media oraz prasę angielską (The Times, Guardian, The Independent, BBC Music Magazine, Gramophone).
W latach 2013–2016 Ewa Strusińska pełniła funkcję pierwszego dyrygenta i kierownika muzycznego Filharmonii Szczecińskiej im. Mieczysława Karłowicza (na okres ren przypadło otwarcie nowej siedziby Filharmonii).
W swojej międzynarodowej karierze Ewa Strusińska pracowała z wieloma  orkiestrami na świecie, takimi jak Northern Sinfonia, BBC National Orchestra of Wales, Hallé Orchestra, Bamberger Symphoniker, Magdeburgische Philharmonie, Hofer Symphoniker, Sønderjyllands Symfoniorkester, Sinfonietta Baden, Uppsala Chamber Orchestra, Johannesburg Philharmonic Orchestra, Gävle Symfoniorkester, Norrlands Opera Symphony Orchestra, Norddeutsche Philharmonie Rostock czy Slovak Sinfonietta. Współpracowała również z London Symphony Orchestra (kurs mistrzowski prowadzony przez Walerija Giergijewa) oraz z Royal Ballet w Covent Garden. W Polsce artystka dyrygowała większością orkiestr symfonicznych, w tym Filharmonii Narodowej, Teatru Wielkiego w Warszawie, NOSPR-u, Orkiestrą Akademii Beethovenowskiej oraz Sinfonią Varsovią.
Ewa Strusińska posiada w repertuarze wiele dzieł operowych, które wykonywała m.in. na Buxton Opera Festival, w Royal Northern College of Music, Theater Magdeburg, Gerhart-Hauptmann-Theater Görlitz oraz w Teatrze Wielkim w Warszawie, z którym w latach 2011-2013 współpracowała w charakterze dyrygenta asystenta Opery Narodowej oraz Polskiego Baletu Narodowego.
W uznaniu dorobku zawodowego artystka otrzymała tytuł Ambasadora Stalowej Woli.